# Frost Like Ashes
Frost Like Ashes est un groupe de unblack metal américain, originaire de Kansas City, dans le Missouri. Deux de ses membres, Azahel et Adonijah, étaient précédemment dans un groupe controversé appelé Possession entre 1992 et 1998. Anciennement signé chez Psycho Acoustix Records et actuellement chez Sullen Records, une empreinte d'Open Grave Records, le groupe mêle des éléments de black metal, death metal et thrash metal. Le groupe fait usage du corpse paint,.

## Biographie
Frost Like Ashes est formé par le guitariste Sebat (ex-World Funeral, ex-Coven), qui recrutera Azahel (chant) et Syntyche (basse) en 2001, et se lance dans ce qui deviendra un groupe de black/death metal hybride underground. Adonijah (batterie), complète le groupe, et la formation enregistre un EP publié au label SoTD Records en 2003. En janvier 2003, Qoheleth se joint au groupe pour leur premier album. Ils participent ensuite au Freakshow 13 de Las Vegas, avec des groupes comme Stavesacre et Mortal Treason. En 2004, le groupe se sépare de Syntyche et acquiert un nouveau bassiste, Ruach.
En 2005, après quelques reports de date, le premier album de Frost Like Ashes, Tophet, est finalement publié. L'album est bien accueilli par la presse spécialisée, et permet au groupe de se populariser encore un peu plus.
Au printemps et en été 2006, Frost Like Ashes joue à Omaha avec Psyclon Nine et Epicurean, et dans le Minnesota avec Crimson Thorn, Becoming the Archetype, et Crimson Moonlight. Le 13 mars 2008, Blabbermouth.net rapporte la signature du groupe avec le label Sullen records, une empreinte de Open Grave Records, pour la sortie d'un nouvel EP, intitulé Born to Pieces. Cette suite à l'album Tophet (2006) sera publiée en mai la même année à seulement 250 exemplaires. Elgibbor du groupe polonais Fire of the Polish joue avec Frost Like Ashes au Cornerstone Festival le 3 juillet 2008.
Le groupe annonce ensuite un album-concept intitulé Gods of the Great Whore, inspiré d'un ouvrage écrit par le chanteur Azahel. En 2010, le groupe annonce via Facebook une pause à durée indéterminée. Au début de 2011, ils postent quatre clips issus de leur DVD Frost Like Ashes Posts en enregistré en 2006.

## Membres

### Membres actuels
- Nyk « Azahel » Edinger – chant (depuis 2001)
- Michael John « Sebat » Larson – guitare (depuis 2001)
- Qoheleth – clavier (depuis 2001)
- Shane « Adonijah » Goade – batterie (depuis 2002)
- Jarek « Fire » Pozarycki – basse (depuis 2008)

### Anciens membres
- Eric – batterie (2001–2002)
- Shayne Scholl – guitare (2001)
- Syntyche – basse (2001–2004)
- Ruach – basse (2004–2008)

## Discographie
- 2002 : A Brutal Christmas (compilation)
- 2003 : Pure As The Blood Covered Snow
- 2004 : A Treasury of Sorrows (compilation)
- 2005 : Tophet